# Pteromalus albidovenosus
Pteromalus albidovenosus är en stekelart som beskrevs av Walker 1874. Pteromalus albidovenosus ingår i släktet Pteromalus och familjen puppglanssteklar. Inga underarter finns listade i Catalogue of Life.